# 서귀포해양경찰서
서귀포해양경찰서(西歸浦海洋警備安全署, Seoguipo Coast Guard)는 해상경비, 해양안전 관리, 해상치안질서 유지, 해양오염 방지 등의 업무를 수행하기 위하여 설립된 대한민국 해양경찰청 제주지방해양경찰청 소속의 특별지방행정기관으로 서귀포해양경찰서장은 총경(4급 상당)으로 보한다. 제주특별자치도 서귀포시 서호동가 871에 위치하고 있다.

## 관할 구역
- 우도를 포함한 제주특별자치도 서귀포시 연안 전역.

## 조직
| - 경무기획과 - 경무기획계 - 청문감사계 - 경리계 - 정책홍보실 - 경비구난과 - 경비구난계 - 상황실 - 122구조대 | - 해상안전과 - 관리계 - 교통레저계 - 장비관리과 - 정비계 - 보급계 - 정보통신계 | - 수사과 - 수사계 - 형사계 - 정보과 - 정보계 - 보안계 - 외사계 | - 해양오염방제과 - 방제계 - 예방지도계 |

## 소속기관
| 명칭         | 사진 | 주소                     | 관할구역 | 출장소                  |
| ------------ | ---- | ------------------------ | -------- | ----------------------- |
| 성산파출소   |      | 성산읍 성산등용로 107-10 |          | 표선출장소              |
| 서귀포파출소 |      | 칠십리로 56              |          | 대포출장소 위미출장소   |
| 화순파출소   |      | 안덕면 화순해안로106길 3 |          | 모슬포출장소 사계출장소 |